# UCI Coupe des Nations U23 2007
L'UCI Coupe des Nations U23 2007 est la première édition de l'UCI Coupe des Nations U23. Elle est réservée aux coureurs d'équipes nationales de moins de 23 ans.

## Résultats
| Date              | Nom de l'épreuve             | Pays     | Vainqueur          | Deuxième          | Troisième                  | Leader (nations) |
| ----------------- | ---------------------------- | -------- | ------------------ | ----------------- | -------------------------- | ---------------- |
| 30 mars-1er avril | Grand Prix du Portugal       | Portugal | Vitor Rodrigues    | Tiago Machado     | Gašper Švab                | Portugal         |
| 18 avril          | Côte picarde                 | France   | Simon Špilak       | Joo Hyun-wook     | Kristoffer Gudmund Nielsen | Slovénie         |
| 21 avril          | Liège-Bastogne-Liège espoirs | Belgique | Grega Bole         | Anthony Roux      | Andrius Buividas           | Slovénie         |
| 26 avril-1er mai  | Tour des régions italiennes  | Italie   | Rui Costa          | Dennis van Winden | Gašper Švab                | Slovénie         |
| 22-26 août        | Grand Prix Guillaume Tell    | Suisse   | Anton Rechetnikov, | Jakob Fuglsang    | Jérôme Coppel              | Slovénie         |
| 6-15 septembre    | Tour de l'Avenir             | France   | Bauke Mollema      | Tony Martin       | André Steensen             | Slovénie         |

## Classement par nations
| Pos. | Pays      | Points |
| ---- | --------- | ------ |
| 1    | Slovénie  | 108    |
| 2    | France    | 106    |
| 3    | Danemark  | 102    |
| 4    | Pays-Bas  | 79     |
| 5    | Russie    | 73     |
| 6    | Portugal  | 71     |
| 7    | Allemagne | 67     |
| 8    | Italie    | 64     |
| 9    | Espagne   | 47     |
| 10   | Belgique  | 47     |